# کاندرشتگ
کاندرشتگ (به لاتین: Kandersteg) یک بخش در سوئیس است که در کانتون برن واقع شده‌است. کاندرشتگ ۱٬۲۳۱ نفر جمعیت دارد.

## نگارخانه

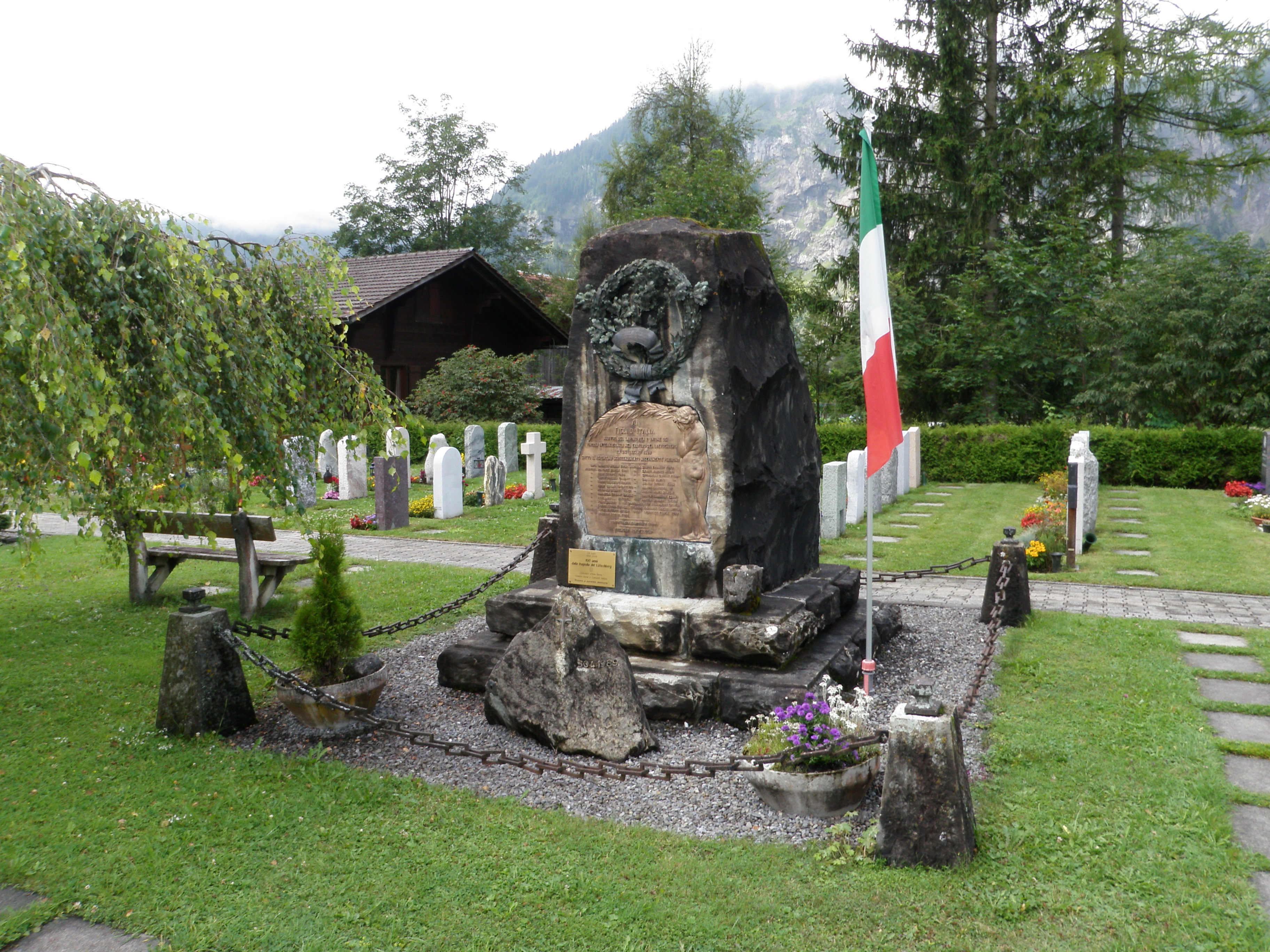
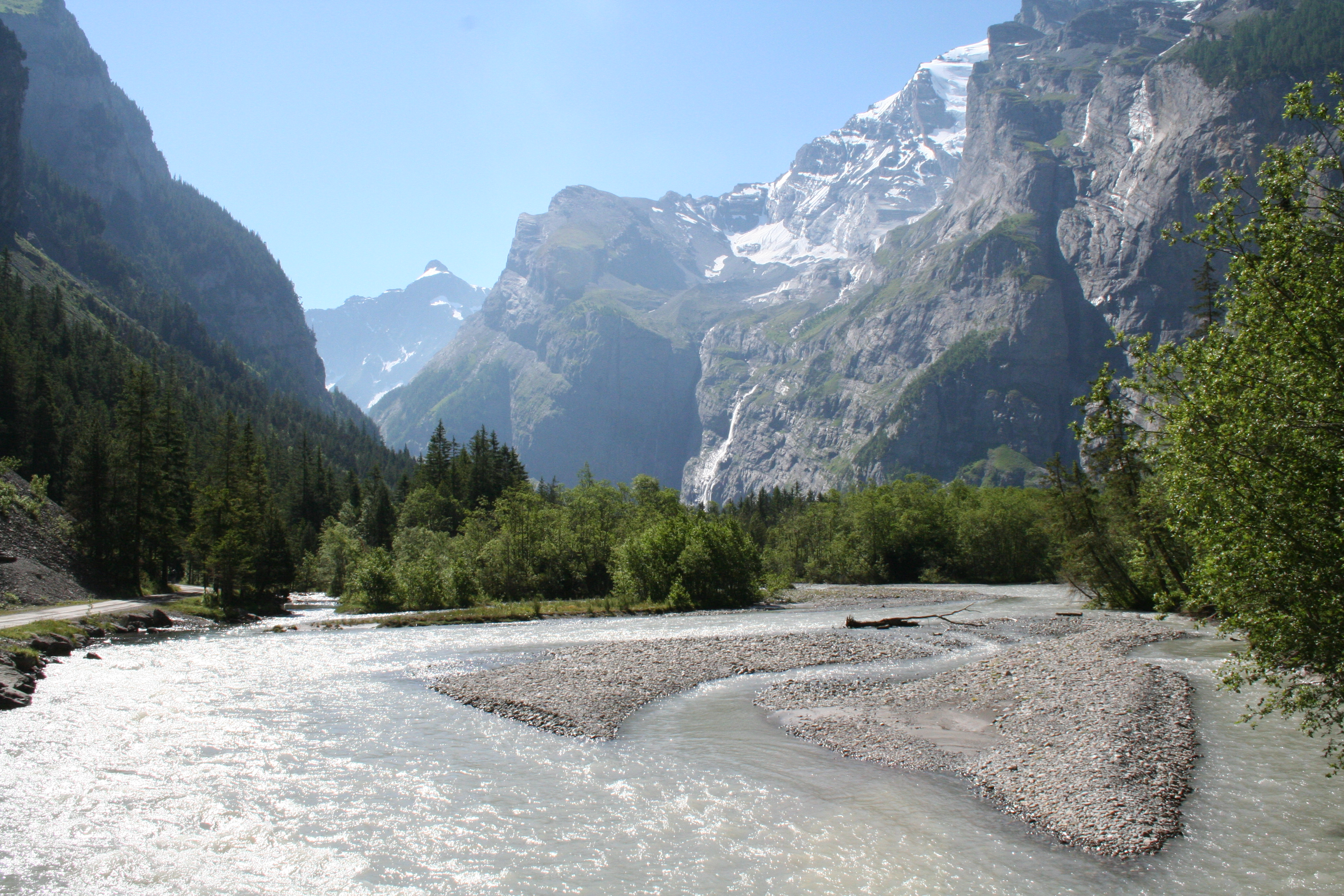
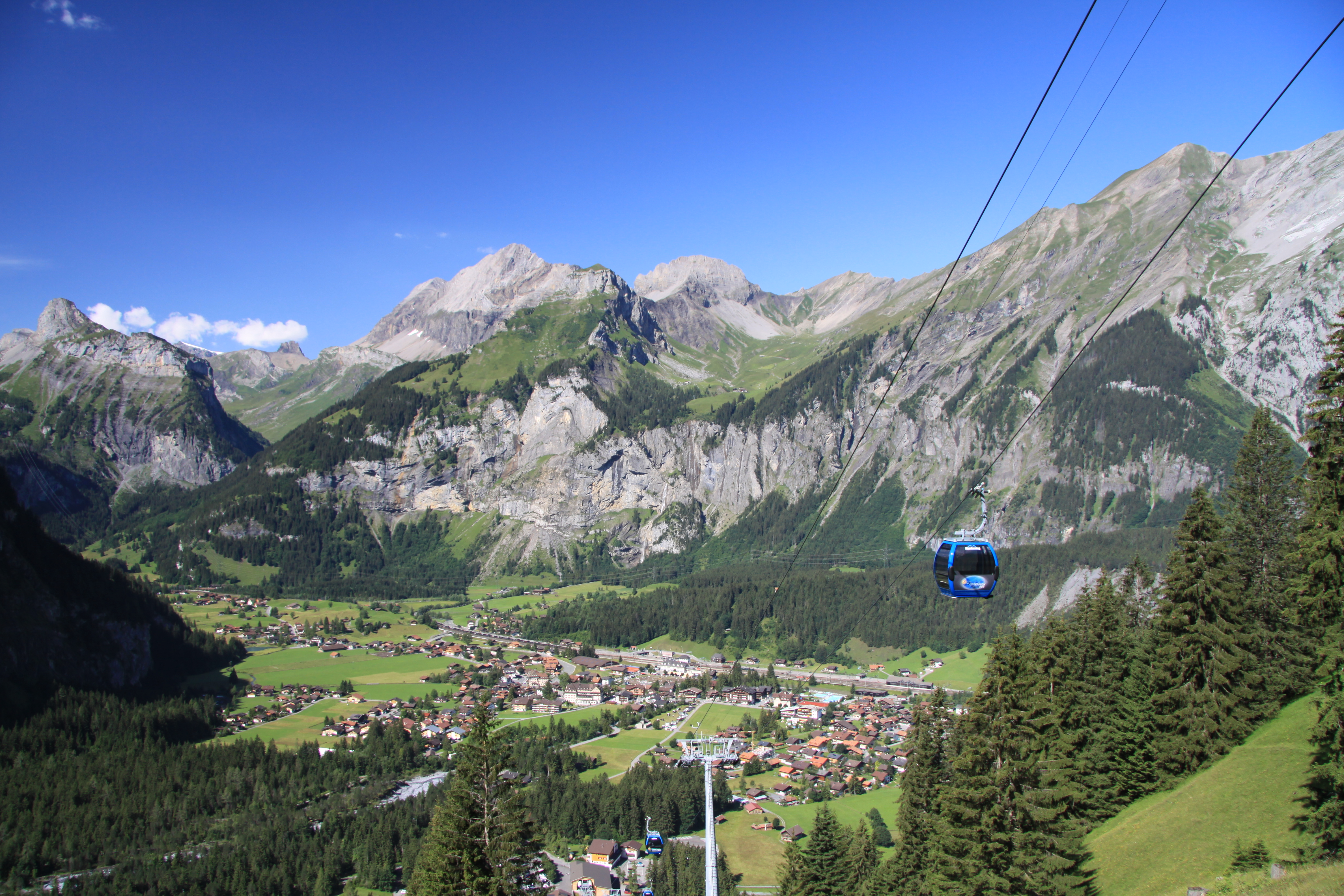
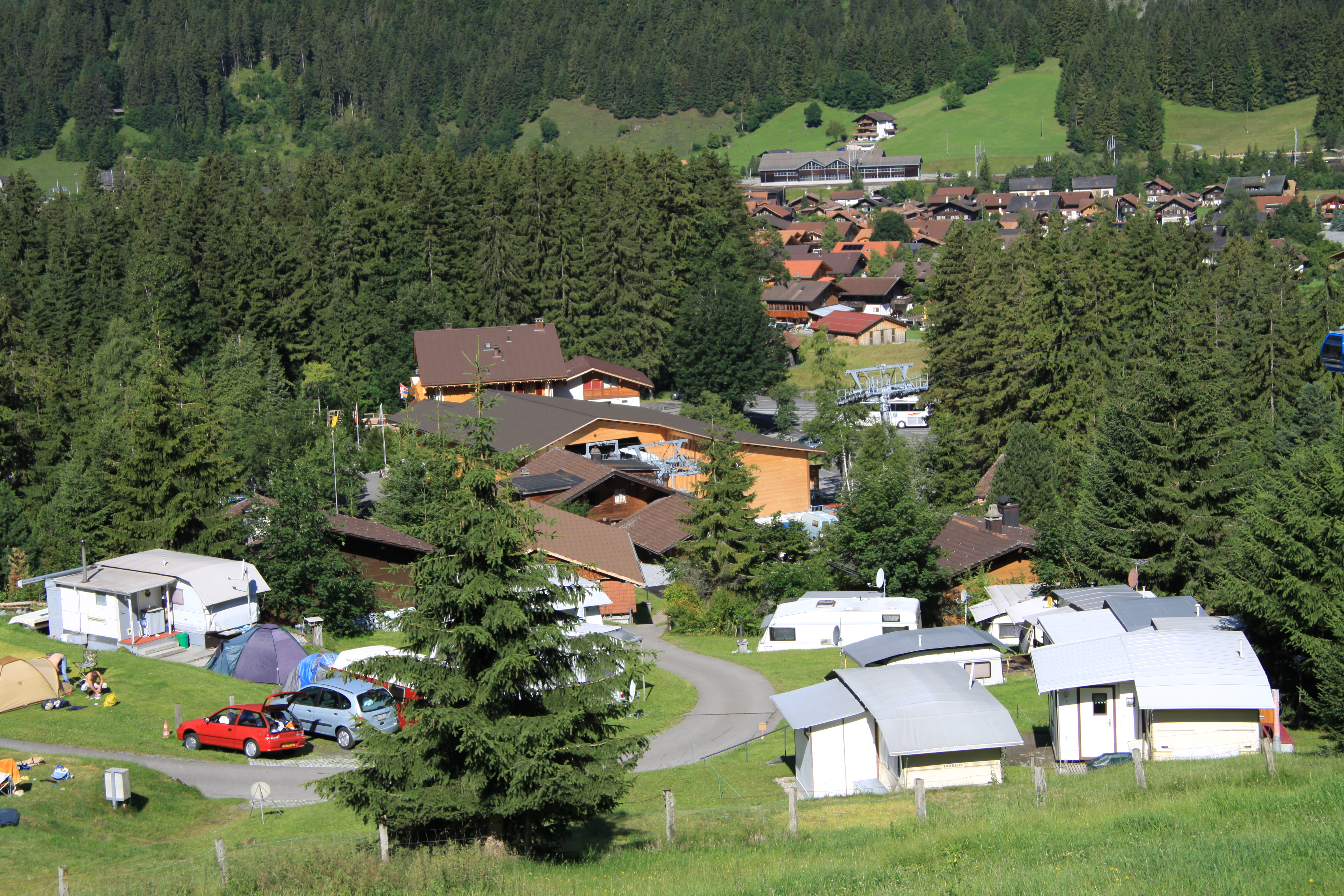
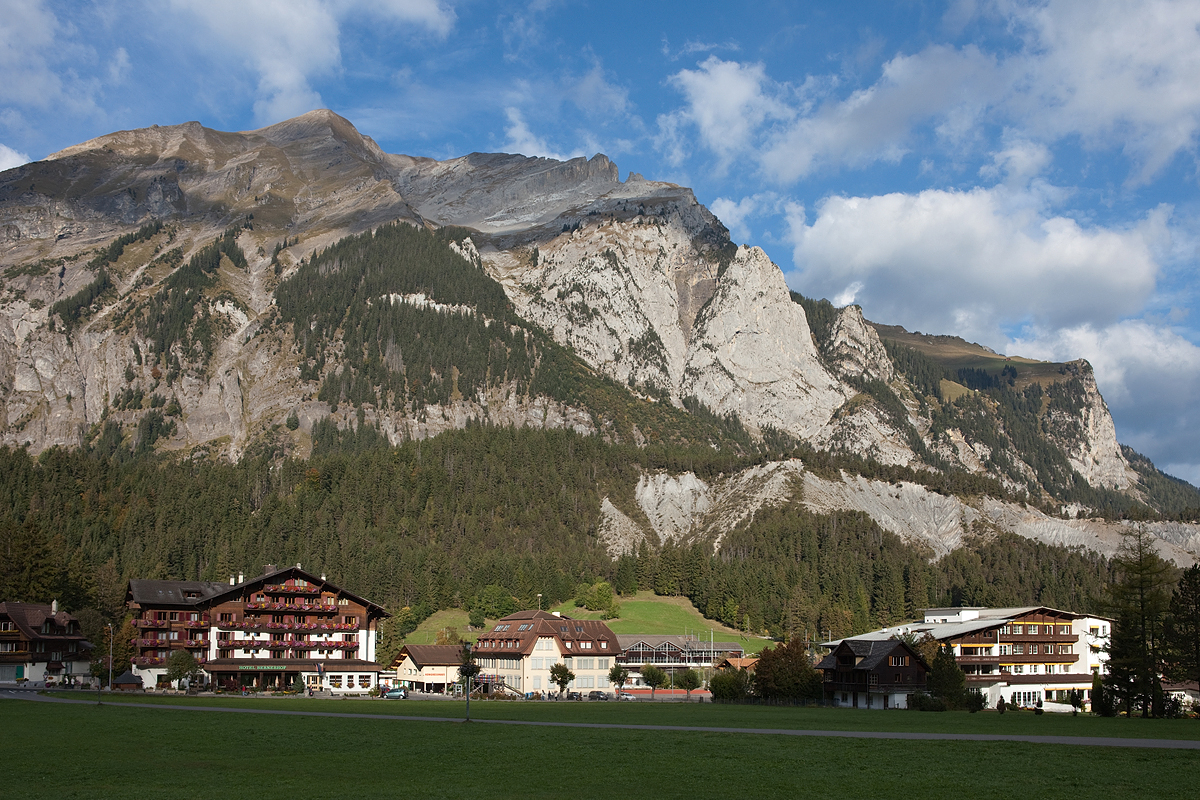
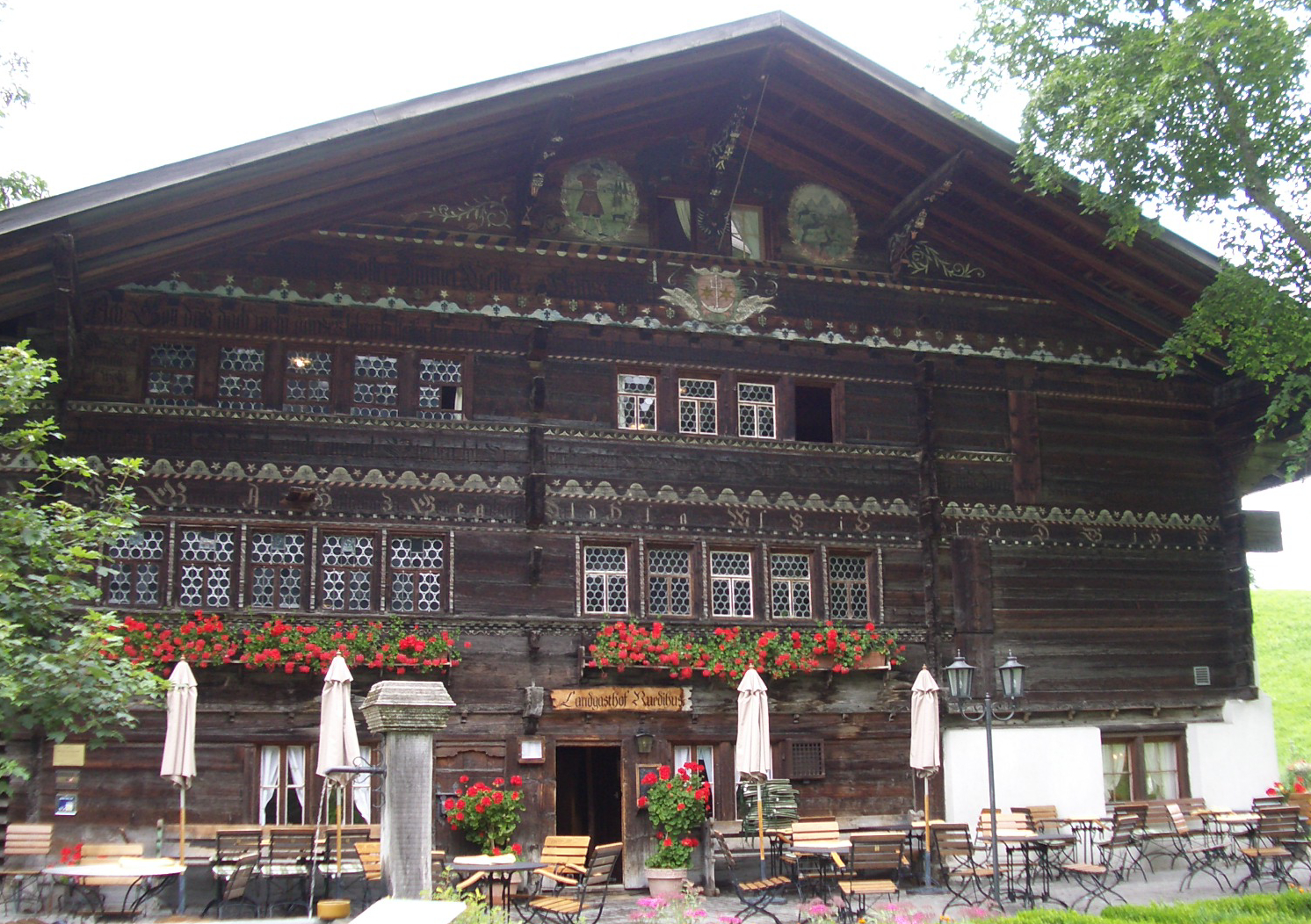
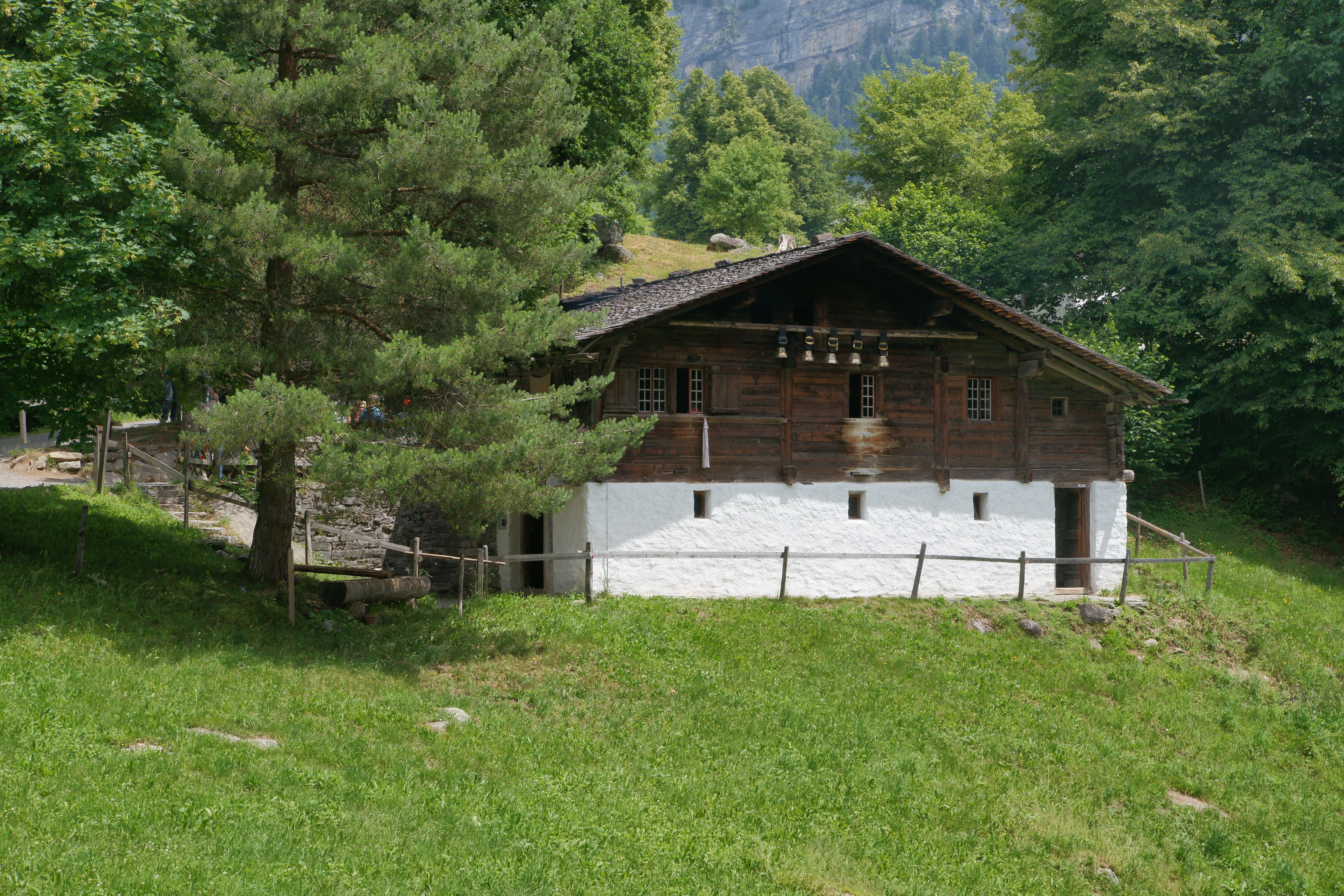
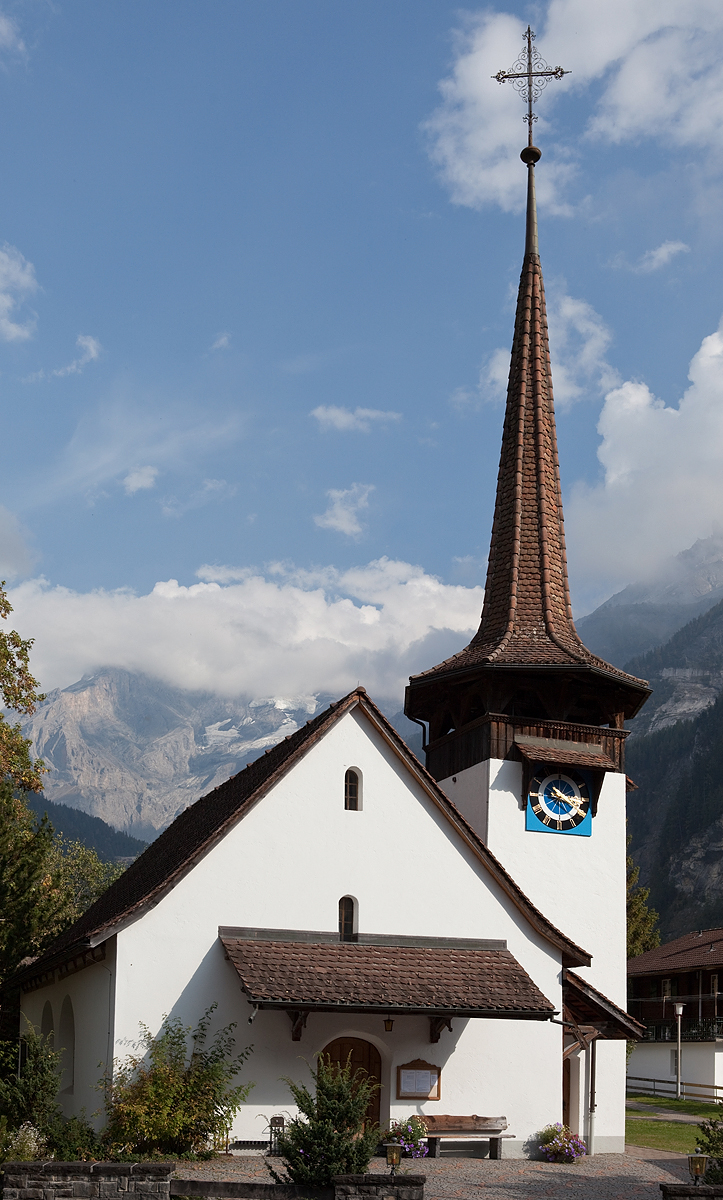
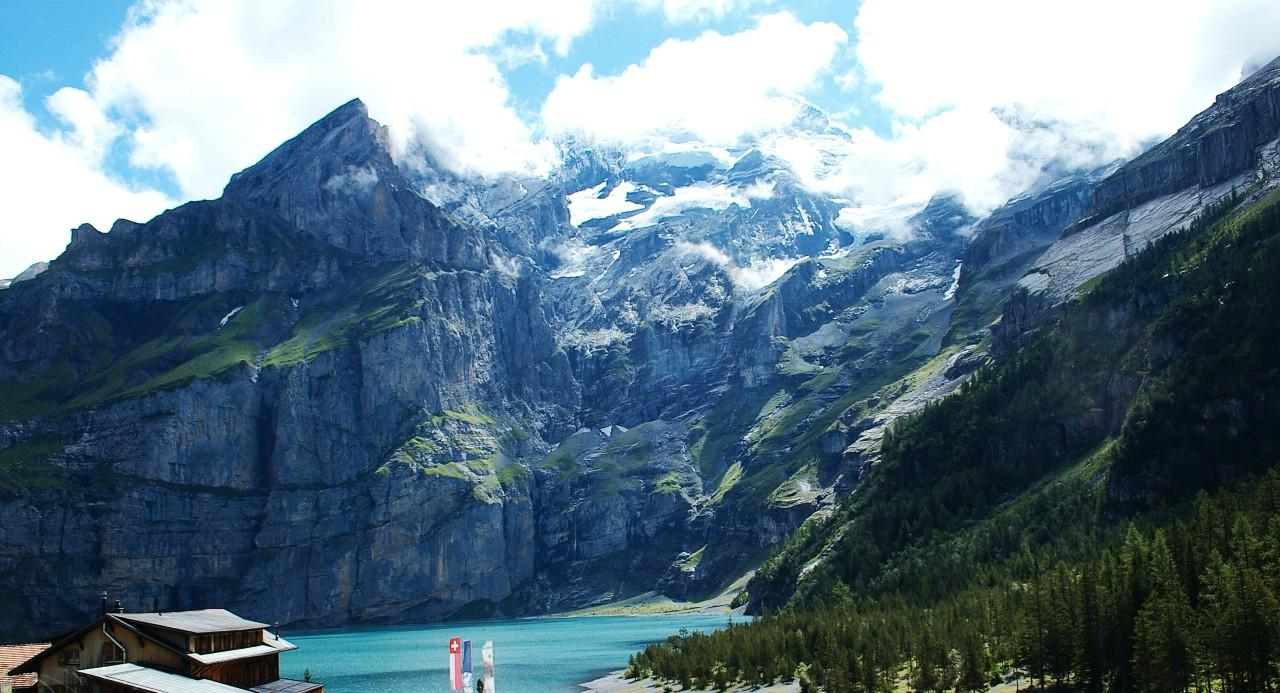
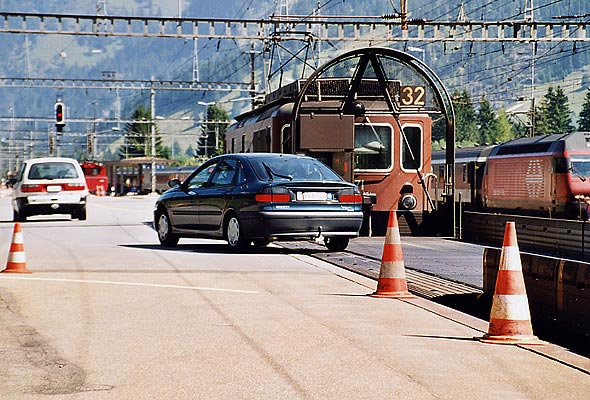